# Nikon D810
La Nikon D810 è una fotocamera reflex (DSLR) prodotta dalla Nikon Corporation, annunciata il 26 giugno 2014. La sua disponibilità inizia a luglio 2014 ed essa viene proposta ad un prezzo iniziale di € 3200 circa (solo corpo senza ottica). Rimpiazza i modelli Nikon D800 e Nikon D800E.

## Caratteristiche
Ha un sensore pieno formato Nikon FX con 36,3 milioni di pixel effettivi, che non è lo stesso che si può trovare nelle D800 e D800E, il nuovo sensore di D810 ha una migliore resa ad alti iso e gamma dinamica ancora più estesa.
Rappresenta un aggiornamento della Nikon D800, di cui eredita molte caratteristiche, come ad esempio la risoluzione del sensore, e si presenta, a differenza della precedente, in un'unica versione senza filtro low-pass con l'intento di migliorare la resa dei dettagli.
Il corpo è tropicalizzato ed in lega di magnesio. Il peso è di circa 980 g, compresa batteria, ed include un flash pop-up.
Lo scatto a raffica arriva a 5 fps a piena risoluzione (rispetto ai 4 fps della D800), anche senza battery pack la cadenza sale a 6 fps in formato crop 1.2x (APS-H) e crop 1.5x (APS-C o DX) e fino a 7 fps in formato crop 1.5x (APS-C o DX) utilizzando il battery pack aggiuntivo.
Altri miglioramenti sono stati apportati al buffer che è stato notevolmente aumentato e riesce a contenere circa 27 raw (contro i 15 della D800), è stato introdotto il formato sRAW che permette di salvare raw a 12bit senza compressione (non sono disponibili i salvataggi a 14 bit ne i raw compressi o compressi senza perdita in modalità sRAW), questa funzione risulta utile soprattutto in ambito fotogiornalistico per velocizzare il flusso di lavoro. 
Rispetto alla D800 ha un'impugnatura di dimensioni più generose, come lo era quella di D700. 
Il processore è stato aggiornato alla versione presente sulla D4s, cioè Expeed 4, in grado di offrire migliori performance, maggiore qualità nella riduzione del rumore e dell'effetto moiré, oltre ad un aumento dell'autonomia complessiva.
Il sistema di autofocus di D810 è lo stesso impiegato su D4s e vanta 51 punti di messa a fuoco e algoritmi migliorati.
D810 ha 4 modalità esposimetriche, spot, ponderata centrale, matrix e prevalenza alle alte luci, quest'ultima è una modalità non presente sui modelli precedenti.
La componente maggiormente migliorata è il gruppo specchio/otturatore, completamente ridisegnato è notevolmente più silenzioso rispetto a quello di D800/E (che a sua volta era più silenzioso di quello di D700), la nuova meccanica ha permesso di ridurre moltissimo le vibrazioni durante lo scatto e permette di sfruttare al massimo la densità pixel del sensore e ottenere immagini nitidissime. D810 ha anche una modalità Q (silenziosa) migliorata rispetto ai modelli precedenti e la modalità QC (scatto continuo silenzioso) che non era presente sulla D800. 
Molti fotografi definiscono la D810 come una D800 priva di difetti.
La macchina presenta molte funzioni che migliorano le funzioni di ripresa di Time-Lapse, come l'"uniforma posa" (unica macchina ad avere questa funzione). Grazie ai suoi 36 mp, la risoluzione video in uscita, dopo aver montato gli scatti per realizzare la sequenza di timelapse, è di quasi 8K.